# أحداث مايو 2018 بين إسرائيل وإيران
أحداث مايو 2018 بين إسرائيل وإيران هي مواجهة بين إسرائيل وسوريا التي تدعمها إيران. وتشن إسرائيل أحيانا ضربات جوية ضد قواعد الحكومة السورية منذ أوائل 2013. وجاء ذلك بعد يوم واحد فقط من إعلان الولايات المتحدة الانسحاب من الاتفاق النووي الإيراني. ووفقا لوكالة سانا، فإن الهجمات تشكل عدوانا صاروخى إسرائيلي على الأراضي السورية. وقال الجيش الإسرائيلي إنه ضرب أهدافا عسكرية إيرانية  بما في ذلك قواعد عسكرية فضلا عن مستودع للأسلحة ومنشأة للرادار العسكري.

## الأحداث
قال ناشطون سوريون، مساء الأربعاء 9 مايو إن قصفا مدفعيا إسرائيليا استهدف مدينة البعث بالقنيطرة جنوب سوريا. وأفاد الناشطون بأن القوات الإسرائيلية استهدفت أطراف المدينة بقذيفتين دون تسجيل إصابات. من جهتها ذكرت وكالة الأنباء السورية (سانا) أنه تم «إطلاق عدة قذائف مصدرها الأراضي المحتلة باتجاه مدينة البعث بالقنيطرة، مساء الأربعاء ولا أنباء عن إصابات». وتحدّثت مصادر موالية عن سقوط ثلاثة صواريخ على أطراف مدينة البعث في القنيطرة. كما ذكر المركز الإعلامي في مدينة القنيطرة أن دبابات لجيش الاحتلال الإسرائيلي قصفت قبل قليل مواقع لميلشيات النظام وحزب الله على أطراف مدينة البعث.
وفي حوالي الساعة 12:10 من صباح يوم 10 مايو، أفادت إسرائيل بأن 20 صاروخا أطلقت باتجاه مرتفعات الجولان. ومع ذلك، ادعت أن «عدد قليل» تم اعتراضها من قبل نظام القبة الحديدية.
وردا على ذلك، أطلقت الطائرات الإسرائيلية عشرات الصواريخ على مواقع عسكرية سورية، وأفيد بأنها دمرت منشأة رادارية وألحقت أضرارا بمستودع للذخيرة. وذكرت القوات السورية أنها دمرت «عشرات» الصواريخ قبل أن تضرب. كما أكد فارس الشهابي، عضو البرلمان السوري عن حلب، أن السوريين وليس الإيرانيين الذين ضربوا أهدافا إسرائيلية ردا على القصف الإسرائيلي لسوريا.
وردت إسرائيل بذلك بشن «أشد الضربات في سوريا منذ عقود»، وهاجمت عشرات الأهداف الإيرانية المزعومة. ووفقا لوزارة الدفاع الروسية فان هذا يشمل 28 طائرة واطلاق 70 صاروخا.

## ردود الأفعال
- الولايات المتحدة: قالت سارة ساندرز، السكرتيرة الصحفية للبيت الأبيض، إن «إسرائيل لديها بالتأكيد حق سيادي في الدفاع عن نفسها. وإن نشر النظام الإيراني في سوريا لمنظومات الصواريخ الهجومية والقذائف الهجومية ضد إسرائيل هو تطور غير مقبول وخطير للغاية بالنسبة للشرق الأوسط بأسره. ويتحمل فيلق الحرس الثوري الإيراني المسؤولية الكاملة عن عواقب تصرفاته المتهورة». كما طالب البيت الأبيض قوات الحرس الثوري الإسلامي وحزب الله «بالامتناع عن أية استفزازات أخرى»، ودعا «جميع الدول إلى أن توضح أن تصرفات إيران تشكل تهديدا خطيرا للسلام والاستقرار الدوليين».[12]
- : أدان المتحدث باسم الخارجية الإيرانية بهرام قاسمي بشدة الهجوم الأخير على الأراضي السورية، معتبرا «إن الهجمات المتكررة للكيان الصهيوني على الأراضي السورية التي جرت بذرائع مفبركة ولا أساس لها، تعدّ انتهاكا للسيادة الوطنية ووحدة الأراضي السورية وعملا يتعارض مع جميع القوانين والقرارات والمعايير الدولية، معتبرًا صمت الدول والأوساط الدولية إزاء مثل هذه الممارسات والسلوكيات العدوانية للكيان الصهيوني بأنه يشجع هذا الكيان ويعطيه الضوء الأخضر لمواصلة سلوكياته العدوانية هذه.» واعتبر قاسمي الدفاع المشروع والمقابل أمام ممارسات المعتدين حقًّا للحكومة والشعب السوري المقاوم وأضاف، «إن سوريا حكومة وشعبا قاومت على مدى الأعوام السبعة الماضية أمام الهجمات القاسية للجماعات الارهابية والتي تمت بالوكالة عن الكيان الصهيوني وأمريكا وبعض حلفائهما الاقليميين، وبفرضها الهزيمة على هذه الجماعات قد أحبطت مخططات حماتها من الوصول إلى مآربهم.[13]»
- فرنسا: قالت وزارة الخارجية الفرنسية إن بلادها لديها «التزام ثابت بأمن إسرائيل» وإنها «تدين أي محاولة لتقويضه». ودعت إسرائيل وإيران إلى ممارسة ضبط النفس، في حين طالبت «إيران بالامتناع عن أي استفزاز عسكري» و «حذرتها من أي إغراء للهيمنة الإقليمية».[12]
- بريطانيا قال المتحدث باسم رئيس الوزراء البريطاني تريزا ماي للصحفيين في لندن «إننا ندين الهجوم الإيراني على إسرائيل. ولإسرائيل كل الحق في الدفاع عن نفسها. وندعو إيران إلى الامتناع عن شن أي هجمات أخرى وإلى التزام الهدوء من جميع الأطراف. وندعو روسيا إلى استخدام نفوذها في سوريا لمنع المزيد من الهجمات الإيرانية».[12]
- ألمانيا-قالت وزارة الخارجية الألمانية: «إننا نشعر بقلق بالغ إزاء التقارير التي تفيد بوقوع هجمات صاروخية إيرانية الليلة الماضية على مواقع للجيش الإسرائيلي. وهذه الهجمات استفزاز خطير ندينه بشدة. وقد أكدنا دائما على أن لإسرائيل الحق في الدفاع عن نفسها. وفي الوقت نفسه، فإن من الأساسي ألا يتصاعد الوضع أكثر من ذلك. وهذا يعني بشكل خاص أنه يجب علينا أن نفعل كل ما في وسعنا للتوصل أخيرا إلى حل سياسي مستدام للصراع في سوريا، وهو ضروري لإنهاء معاناة الشعب السوري وعدم مواصلة تهديد الاستقرار في المنطقة.»[12]
- : نددت حماس باستمرار جيش الاحتلال الذي يستهدف الشعب الفلسطيني ودول المنطقة وتصعيدها على الأراضي السورية. وذكرت حماس في بيان صحفى ان الاستهداف دليل على ان الاحتلال هو «العدو الرئيسى للأمة والتهديد الأكبر لها ومصدر الإرهاب في المنطقة». وشددت الحركة على أن من حق الدول العربية والإسلامية أن تدافع عن أراضيها وأن ترد بقوة على أي عدوان. وهذا يتطلب تسخير طاقات الأمة وقدراتها لردع العدو وكسر هيبته وإحباط خططه الموجهة إلى القضية الفلسطينية وإلى المنطقة وإلى قدرات الأمة.[14]